# نافورة عين الفوارة
نافورة عين الفوارة منحوتة من الحجر الأبيض والمرمر في مدينة سطيف في الجزائر. يعود بنائها إلى سنة 1898، وهي على عين ماء تنسب إليه. تتوسط المنحوتة ساحة الاستقلال في المدينة وتُعتبر من معالمها التي كتب عنها الشعراء والأدباء الجزائريون والعرب. ولكون المنحوتة تُمثل جسد امرأة نصف عارية تتباين وجهات نظر الناس إليها بين الموافقة والرفض. تعرضت المنحوتة لثلاث حالات تخريب، الأولى بسنة 1997 والثانية بسنة 2017. والثالثة سنة 2025

## تاريخ المنحوتة
صنع المنحوتة النحات الفرنسي الإيطالي الأصل فرنسيس سان فيدال بشهر يوليو 1898، خلال إقامة المعرض العالمي للمنحوتات بمتحف اللوفر الفرنسي، حيث عرضها النحات فرنسيس سان فيدال في متحف اللوفر بمناسبة مرور 100 عام على بناء برج إيفل، حيث شاهدها الحاكم العسكري الفرنسي لمدينة سطيف وأُعجب بها فنقلها إلى سطيف.هذه رواية من الروايات الكثيرة التي ألفت في تاريخ هذا التمثال المرمري الرخامي. و القصة الحقيقية قديمة تعود إلى عصر الملك لويس الثاني الذي كانت له علاقة عشق و حب مع ملكة بريطانيا الدوقة فالنتين او كليمونتين و التي بقية علاقتهما سرية في الخفاء و لم يتزوجها نظرا للاعراف الملكية و الاختلاف بين الشعبين. فامر بعد أن انتحرت هي حزنا على رفظه الزواج منها. و تخليدا لذكراها امر النحات الفرنسي سانفيدال بنحتها له و كان يريد نقل التمثال إلى بريطانيا لكنه قوبل بالرفض. و بقي ملقى في مجمع التحف و التماثيل لسنوات حتي ايام الاحتلال الفرنسي و الحرب مع المانيا وجد احد النحاتين التمثال في حالة مزرية فقام بتنظيفه و كانت هنالك احتفالات في فرنسا بالانتصار علي النازيين. و كمؤافئة للجنرال العسكري الحاكم لمدينة سطيف الذي جند كل شباب المنطقة و ارسلهم إلى الحرب ظد الألمان اهدي إليه هذا التمثال و تم تنصيبه علي اساس الحمام الروماني باعتبار انها منطقة مياه و موقعها يقابل الكاتدرائية و الكنيسة في نفس الوقت. و كذلك حتى تمحى كل معالم المسلمين من المنطقة بالكلية. فساحة عين الفوارة قبل الاستعمال كانت عبارة عن ميظاء كبيرة ذات تصميم معماري غاية في الروعة مزينة بالرخام و الزليج الذي كان الجزائريون خزافون من النوعية الرفيعة و قد استعمل خزفهم في اغلب البنايات الفرنسية في فرنسا و في كل بقاع الأرض ووصل الخزف الجزائري حتي إلى امريكا في القرن الثامن عشر. و لكن الحقد الفرنسي على الإسلام والمسلمين تسبب في طمس كل تلك الإبداعات و الجماليات التي نسبت زورا إلى الفرنسيين.

## موقف الناس من المنحوتة
تُشكل المنحوتة جزءاً من تراث المدينة الحضاري لدرجة أن تسمى مدينة سطيف بمدينة عين الفوارة، ويعتبر موقعها مكان لتلاقي الناس في وسط المدينة ورمزاً للديمومة تصل أحياناً للتبرك بها ، وذكرت المنحوتة بالأشعار عند الشاعر العراقي محمود رزاق الحكيم، والشاعر الجزائري الصادق غربي، والفنان سمير سطايفي، وعبد الكريم بلخير.
في المقابل، يرفض بعض الجزائريين المنحوتة من منطلق أصولي؛ حيث يعتبر البعض بأن المنحوتة التي تمثل صورة امرأة عارية منحوتة خادشة للحياء وبها تصويرٌ نهى عنه الدين. ويطالب هؤلاء بالتخلص من المنحوتة وكل ما تمثل. مع أن بعض أهل المدينة لا يوافقون على تلك المطالبات من أمثال الكاتب والإعلامي السعدي ناصر الدين الذي عاش طفولته بسطيف، ويعتبرون تلك المطالبات رأياً جديداً أتى به الأصوليون حديثاً. بل أن رئيس الطاقم الذي أعاد تركيب المنحوتة بعد تفجيرها الأول كان من المناضلين ضد الاستعمار الفرنسي وكان قد أصدر الفرنسيون حكماً عليه بالإعدام.

## محاولات تخريب المنحوتة
كان زعيم «جبهة الصحوة» السلفية في الجزائر، عبد الفتاح حمداش، قد طالب السلطات الجزائرية بإزالة التمثال؛ لأنه «صنم وشرك بالله». بالإضافة لصدور ما يمكن تصنيفه على أنه فتوى أدلى بها إمام مسجد أبي ذر الغفاري بولاية قسنطينة، في أغسطس 2015، بعدم جواز شرب الماء من هذه النافورة؛ بذريعة أن شرب الماء منها يتطلب الانحناء أمام ما يصفه بالصنم، فقرر إمام المسجد بأن ذلك شرك وكفر بالله. وكذلك، دعا بوقت سابق الشيخ الإسلامي شمس الدين بوروبي إلى تغطية المنحوتة وإلباسها «جبة سطايفية» بمحاولة منه لإحقاق توازن بين تحريم المنحوتة والجسد المُصَوَّر وتراث المدينة.

### التخريب الأول
بيوم الثلاثاء 22 أبريل 1997، وخلال العشرية السوداء، أقدمت مجموعة على تفجير التمثال، باستخدام قنبلة وضعت بإسفله حطمته إلى أجزاءِ كثيرة. وهي عملية أثارت غضباً عارماً بالمدينة، ودفع الأمر السلطات المحلية إلى ترميمه في أقل من 24 ساعة فقط.

### التخريب الثاني
بتاريخ 18 ديسمبر 2017، قام رجل، قالت التقارير الرسمية بأنه مختل عقلياً بينما قالت مصادر أخرى بأنه متشدد عقائدياً، بتخريب النصب بعد أن فشل الناس بمنعه، بحادثة اشتهرت اخبارياً. وذكرت تقارير صحفية بأن الناس استنكروا الفعل معتبرينه مساساً بهويتهم وتاريخهم. فيما أكدت وزارة الثقافة الجزائرية عزمها على ترميم التمثال بطرق علمية.